# Ethiopian Serenaders
 (septembre 2023).
 (septembre 2023).
La mise en forme du texte ne suit pas les recommandations de Wikipédia : il faut le « wikifier ».
Les points d'amélioration suivants sont les cas les plus fréquents. Le détail des points à revoir est peut-être précisé sur la page de discussion.
- Les titres sont pré-formatés par le logiciel. Ils ne sont ni en capitales, ni en gras.
- Le texte ne doit pas être écrit en capitales (les noms de famille non plus), ni en gras, ni en italique, ni en « petit »…
- Le gras n'est utilisé que pour surligner le titre de l'article dans l'introduction, une seule fois.
- L'italique est rarement utilisé : mots en langue étrangère, titres d'œuvres, noms de bateaux, etc.
- Les citations ne sont pas en italique mais en corps de texte normal. Elles sont entourées par des guillemets français : « et ».
- Les listes à puces sont à éviter, des paragraphes rédigés étant largement préférés. Les tableaux sont à réserver à la présentation de données structurées (résultats, etc.).
- Les appels de note de bas de page (petits chiffres en exposant, introduits par l'outil «  Source ») sont à placer entre la fin de phrase et le point final[comme ça].
- Les liens internes (vers d'autres articles de Wikipédia) sont à choisir avec parcimonie. Créez des liens vers des articles approfondissant le sujet. Les termes génériques sans rapport avec le sujet sont à éviter, ainsi que les répétitions de liens vers un même terme.
- Les liens externes sont à placer uniquement dans une section « Liens externes », à la fin de l'article. Ces liens sont à choisir avec parcimonie suivant les règles définies. Si un lien sert de source à l'article, son insertion dans le texte est à faire par les notes de bas de page.
- La présentation des références doit suivre les conventions bibliographiques. Il est recommandé d'utiliser les modèles {{Ouvrage}}, {{Chapitre}}, {{Article}}, {{Lien web}} et/ou {{Bibliographie}}. Le mode d'édition visuel peut mettre en forme automatiquement les références.
- Insérer une infobox (cadre d'informations à droite) n'est pas obligatoire pour parachever la mise en page.

Pour une aide détaillée, merci de consulter Aide:Wikification.
Si vous pensez que ces points ont été résolus, vous pouvez retirer ce bandeau et améliorer la mise en forme d'un autre article.
Les Ethiopians Serenaders sont une troupe américaine de minstrel show de type blackface qui a connu du succès dans les années 1840 et 1850. À travers diverses formations, ils ont été gérés et dirigés par James A. Dumbolton (1808 – ?), et sont parfois mentionnés sous le nom de Boston Minstrels, Dumbolton Company ou Dumbolton's Serenaders.

## Origines
Le groupe est formé à Boston, devenant ainsi le premier de la ville à jouer de la « musique nègre »  avant de se produire au Chatham Theatre de New York. Sous la direction de Dumbolton, la formation originale comprenait Francis Carr Germon, Moody G. Stanwood, Anthony Fannen (Tony) Winnemore, EJ Quinn, J. Baker et G. Wilson. Leur première grande représentation fut pour John Tyler à la Maison Blanche en 1844 dans le cadre du « Amusement spécial du président des États-Unis, de sa famille et de ses amis ».
Après ce succès, la troupe a modifié son numéro pour le rendre plus « raffiné » et pour attirer un public de classe supérieure à celui qui avait toujours traditionnellement fréquenté le divertissement blackface. Ils ont présenté leurs spectacles comme des « concerts » blackface et ont ajouté des chansons de nature sentimentale et romantique, allant même jusqu'à interpréter des morceaux d'opéras populaires. En échange, ils supprimèrent le matériel humoristique et paillard comme celui utilisé par les Virginia Minstrels et d'autres troupes, et connurent un grand succès avec cette formule. Selon le Dwight's Journal of Music, ils « ont popularisé « Rosa Lee », « Dearest Mae », « Mary Blane », etc., une espèce de composition plus proche de la respectabilité que les chansons nègres caractéristiques par lesquelles ils avaient été précédés.

## Première tournée britannique

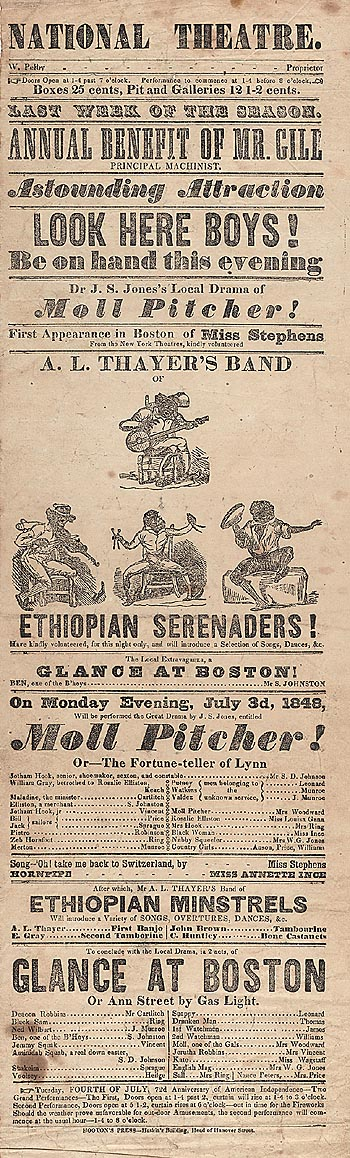

À la fin de 1845, avec des changements de formation mais en conservant Germon et Stanwood, les Serenaders partent pour une tournée en Angleterre (et peut-être en Irlande). Une publicité dans The Times faisait référence à leur premier concert, qui aurait lieu au Hanover Square Rooms le 21 janvier 1846. Les interprètes sont Francis Carr Germon, Moody G. Stanwood, Gilbert Pelham (ou Pell ; le frère cadet de Dick Pelham, avec qui il avait déjà joué), George Alfred Harrington et George Warren White. Pelham jouait aux bones et est le clown principal ; Harrington (basse) et White (baryton) chantaient et jouaient du banjo, un instrument nouvellement introduit à l'époque ; Stanwood (ténor) jouait de l'accordéon ; et Germon (alto) jouait du tambourin et chantait des ballades comiques. Leurs chansons incluaient « Buffalo Gals », « Lucy Neal » et « Old Dan Tucker ».
Pendant la majeure partie de 1846, ils se produisirent régulièrement au St James's Theatre de Londres. Ils jouaient dans des tavernes et des théâtres, ainsi que dans des concerts privés pour l'aristocratie ; ils ont comparu devant le duc de Devonshire, et, par ordre spécial, ont joué devant la reine Victoria et le duc de Wellington au château d'Arundel. L'historien du music-hall Harold Scott a écrit à leur sujet : « Ils charmaient principalement par leur gentillesse, et cette impression est renforcée par le fait qu'ils apparaissaient dans des fracs conventionnels et des gilets blancs. ». The Era rapporte que « leurs chansons sont de nature mélodieuse et artistique. Plusieurs membres de la compagnie possèdent d'assez bonnes voix, et les comédiens parviennent à tirer le meilleur parti de leur métier, sans recourir à la vulgarité sous aucune forme. ». En Angleterre, ils sont fréquemment pris pour de vrais hommes noirs, idée fausse qu'ils ont toujours niée, affirmant qu'ils n'avaient pas « la moindre goutte de sang noir dans leurs veines » ; en conséquence, « ils ne perdaient pas de temps à publier des portraits d'eux-mêmes avec les visages blancs que leur confère la nature ».
Les performances de la troupe représentaient « le point culminant du succès du ménestrel au début de la Grande-Bretagne victorienne ». Cependant, en leur absence à l'étranger, des rivaux tels que les Christy Minstrels ont gagné du terrain aux États-Unis. À leur retour d'Angleterre en 1847, l'Esprit des temps écrivit que le style formel des Serenaders en matière de musique et de tenue vestimentaire est trop raffiné pour un public habitué à l'humour grincheux des Christy. À propos de la performance des Serenaders, l'article disait : « [...] nous écoutons et sommes satisfaits, mais nous partons avec peu d'envie de revenir.  ». Chez Christys, « nous écoutons, rions et avons envie d'y retourner encore et encore ».

## Deuxième tournée britannique

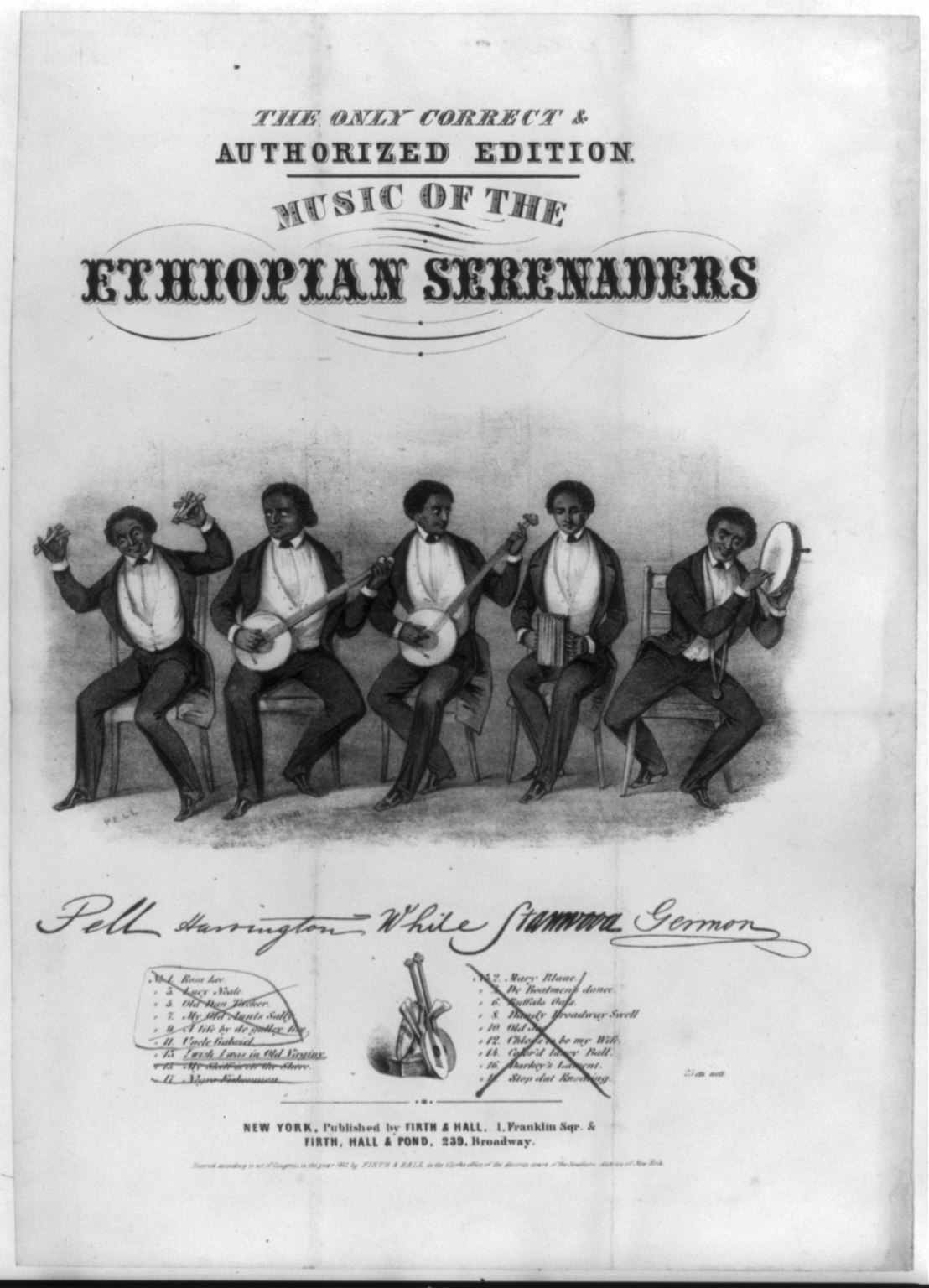

Dumbolton a formé une nouvelle troupe élargie de Serenaders, à nouveau dirigée par Pelham. Avec l'ajout de William Henry Lane, un homme noir connu sous le nom de « Maître Juba », ils retournèrent à Londres en juin 1848, où ils se produisirent aux Vauxhall Gardens et tournèrent en Angleterre et en Écosse. Les autres interprètes sont Thomas F. Briggs, JH Everton, James H. Irwin, MC Ludlow et JW Valintine. Ils retournèrent aux États-Unis en 1849.

## Retour aux États-Unis
Dumbolton a créé un nouveau groupe de ménestrels aux États-Unis, comprenant à nouveau Pelham, Cool White (John Hodges) et Emmett (prénom inconnu, mais peut-être Dan Emmett). Lorsqu'ils se produisirent à Oswego, New York, la Dumbolton Company fut décrite comme « la deuxième en popularité derrière les célèbres Christy Minstrels ».

## Activités ultérieures
Parmi les premiers membres de la troupe, Germon, Harrington et Stanwood sont morts à un âge relativement jeune, tout comme Tony Winnemore. Gilbert Pelham (vers 1820 – 1872) retourna finalement en Angleterre, se maria et mourut à l'hôpital Rainhill près de Liverpool, probablement de la syphilis,. George Warren White (1816 – 1886) s'est produit avec diverses troupes de ménestrels aux États-Unis, notamment les Minstrels de Bryant jusqu'en 1868 au moins, ainsi que dans des compagnies d'opéra ; il composait également des mélodies. Il meurt à Somerville, dans le Massachusetts.